# Max Anliker

Max Anliker

Max Anliker (* 25. Dezember 1927 in Zürich, heimatberechtigt in Gondiswil; † 2. Juni 2002) war ein Schweizer Physiker,  Hochschullehrer und Pionier bei der Einführung nichtinvasiver medizinischer Diagnostik mittels bildgebender Verfahren in der Schweiz.

## Leben
Max Anliker wuchs in Oberengstringen auf. Die Sekundarschule besuchte er in Zürich-Höngg. Er machte eine Lehre als Zeichner bei der Firma Applications Eléctriques in Zürich. Dann holte er die Mittelschule am Institut Juventus in Zürich nach und bestand die Aufnahmeprüfung an die Abteilung Mathematik und Physik der ETH Zürich. Er diplomierte 1952 als Experimentalphysiker bei Paul Scherrer. Daraufhin wurde er Assistent bei Hans Ziegler am Lehrstuhl für Mechanik, wo er 1955 mit der Arbeit Biegeschwingungen verwundener, einseitig eingespannter und am andern Ende gelenkig gelagerter Stäbe zum Dr. sc. nat. promoviert wurde. Nach seinem Doktorat wanderte er in die USA aus und lehrte zuerst am Polytechnic Institute of New York University. Von 1958 bis 1971 war er Professor an der Stanford University im Departement of Aero- and Astronautics in Palo Alto. Die Biomechanik bei Schwerelosigkeit im Weltraum wurde zu seinem Spezialgebiet, welches bei den Raumfahrten amerikanischer Astronauten von Bedeutung wurde. Er folgte 1971 der Berufung für eine Doppelprofessur an der ETH Zürich und der Universität Zürich zur Gründung des gemeinsamen Instituts für Biomedizinische Technik, später zusätzlich für Medizinische Informatik. Seine Tätigkeiten erfolgten im interdisziplinären Wissensgebiet an Schnittstellen zwischen Medizin, Naturwissenschaften und Technik. Er setzte die in den USA begonnenen Arbeiten in Biomechanik fort und widmete sich der Dynamik des Blutkreislaufes. Bei deren Messung mittels Ultraschalltechniken konnte er Vorarbeiten an beiden Zürcher Hochschulen nutzen. Nachdem die magnetische Kernresonanz klinisch nutzbar geworden war, wurde Anliker 1985 Mitgründer des MRI-Zentrums am Universitätsspital Zürich. Dort wurden zwei Maschinen hoher Feldstärke installiert und betrieben. Später beschäftigte sich Anliker auch mit molekularer biomedizinischer Technik. Er betreute insgesamt rund 100 Doktoranden als Referent.
Anliker wurde 1995 emeritiert.